# 원주 구룡사 대웅전
원주 구룡사 대웅전(原州 龜龍寺 大雄殿)은 강원특별자치도 원주시 소초면, 구룡사에 있는 대웅전이다. 1971년 12월 16일 강원도의 유형문화재 제24호로 지정되었으나, 2003년 9월 30일 화재로 전소되어 2004년 1월 17일 지정해제 되었다.

## 유래
신라 문무왕 8년(668) 의상대사가 아홉 마리의 용이 살고 있는 연못을 메우고 사찰을 창건하여 '구룡사'(九龍寺)라 하였으나 조선 중엽에 거북바위와 얽힌 연유로 하여 '구룡사'(龜龍寺)로 개칭하였다고 전하며, 숙종 32년(1706)에 중건되었다 한다.

## 구조
구룡사 대웅전은 전면으로 보아 기둥 위에 공포(주심포)를 두고 주심포 사이에도 공간포를 2조씩 배치한 다포계양식이며 팔작지붕으로 되었다.
공포의 외부 제공은 앙서형이 중첩되었고 앙서 윗몸에는 각각 연꽃을 조각하여 화려하게 장식하였으며, 내부 제공은 하나로 연결하여 당초무늬를 초각하였다. 특히 불상 위에 있는 닫집은 중층으로 되어 특이하다.
천장의 중앙부는 우물천장을, 둘레에는 빗천장을 가설하되 연꽃과 봉황, 구름무늬, 비천상 등을 채화하여 금단청과 함께 매우 화려하고 장엄하다.
이 불전은 공포 내·외부의 장식적인 조각솜씨 및 구조수법 등으로 보아 1900년대 초에 건립된 것으로 추정되며 1976년 보수 단청하였다.
구룡사 대웅전은 강원도 유형문화재 제24호로 보존돼 오던 중 2003년 9월 화재로 전소됐으나 강원도가 2004년 11월 5일 건축물 세부 사항에 대해 미리 제작해 놓은 실측보고서를 토대로 전통 불교양식에 맞게 원형으로 복원이 되었다.

## 같이 보기
- 치악산
- 구룡사

## 참고 자료
- 원주 구룡사 대웅전 - 국가유산청 국가유산포털